# Атомные глубоководные станции проекта 18510
Автономные глубоководные станции проекта 18510 (по классификации НАТО — X-Ray / Nelma — сlass) — российские обитаемые подводные аппараты. Являются специальными атомными подводными лодками / глубоководными техническими средствами. Относятся к Главному управлению глубоководных исследований (ГУГИ) Министерства обороны Российской Федерации.

## Назначение
Предположительно, комплекс создавался для проведения разведывательных операций, постановки помех на маршрутах боевого патрулирования атомоходов ВМФ РФ, решения научно-технических задач, спасения людей в экстремальных ситуациях, операций по подъёму различного оборудования с затонувшей в море военной техники вероятного противника и для проведения прочих специальных операций.
По другим данным, комплекс предназначен для сбора со дна обломков кораблей, самолетов и спутников, затопленных в океане и проведения подводной разведки на глубинах до 1 км.

## История
По постановлению №-722-271 ЦК КПСС и СМ СССР от 25 сентября 1965 года предусматривалось начало эскизных работ по проектированию автономной глубоководной научно-исследовательской станции в ЦКБ-18. Главными в группе разработчиков стали Корсуков Е. С., и его заместитель Бавилин С. М. Работы по эскизному проекту были завершены к 1970 году, а сам проект представлен в Минсудпром и командованию ВМФ СССР.
Разработку технического проекта атомных глубоководных станций специального назначения в 1972 году по Постановлению Совета министров СССР передали в ЦПБ «Волна» Минсудпрома СССР. Главным конструктором нового комплекса назначен Бавилин С. М., в конструкторскую группу также вошли Терешкин В. М., Дубницкий Д. Н., Уваров В. А., Дешкин Е. А., а главным конструктором энергетической установки стал Романов Б. Л. Конструкторской группой были разработаны и подготовлены два эскизных проекта — автономной глубоководной станции (АГС) /проект 1910 «Кашалот»/ и комплекса состоящего из носителя и носимого аппарата /проект 1851 «Нельма»/.
Для отработки конструкторских решений и в качестве опытового судна была выделена от ВМФ ПЛАРК К-170 проекта 675 из состава 11-й дивизии 1-й флотилии КСФ ВМФ СССР. К 1973 году были завершены черновые технические проекты, и в январе 1973 года К-170 поставлена на СРЗ «Звездочка» в Северодвинск для доработок. Работы выполнялись совместно с ЛПМБ «Рубин». Лодка получила новый тактический номер — БС-86, затем К-86, позже КС-86. В 1974 году СПМБ Машиностроения и ЦКБ «Волна» прошли слияние, новое объединение получило название СПМБМ «Малахит». В ходе работ, по предложению Бавилина С. М., был изменён техпроект в части энергетической установки АГС.
В соответствии с Приказом Главкома ВМФ СССР, для эксплуатации глубоководных станций в октябре 1976 года был сформирован отряд гидронавтов. В отряд отбирались люди, служившие на подводных лодках не менее 5 лет и являющиеся членами КПСС. Требования по медицинской части были аналогичными для космонавтов. Первым офицером отряда стал Чеботаев П. А., он и занялся дальнейшим формированием отряда на территории 39-й бригады строящихся подводных лодок на проспекте Римского-Корсакова в Ленинграде.
В некоторых источниках указывается, что дальнейшей разработкой проекта и детальной доработкой АПЛ проекта 675 до типа «судно-носитель АГС» (проект 675Н / 06754) поручили нижегородскому ЦКБ «Лазурит», руководитель проекта — Герой России Кваша Н. И. Отчасти, это может быть правдой, так как СПМБМ «Малахит» занимался проектом 1910 «Кашалот». Но эта информация в официальных открытых источниках не подтверждена.
В начале 1980 года на Дважды ордена Ленина, орденов Отечественной войны I степени и Трудового Красного Знамени Ленинградском адмиралтейском объединении (сейчас «Адмиралтейские верфи»), началась подготовка к постройке первой АГС. АС-23 заложена 25 сентября 1981 года (заводской номер 01429). Спуск на воду состоялся 30 октября 1983 года. Ответственный сдатчик — Сусленников М. Е., представители от ВМФ СССР — Семёнов В. С. и Попильнух Г. А. В 1984 году, в ходе проведения испытаний, впервые западными службами был замечен АГС. В 1986 году впервые была осуществлена подводная стыковка. Комплекс АГС—носитель зачислен в состав 29-й бригады подводных лодок Краснознамённого Северного флота СССР (в/ч 13090) с базированием на Оленью Губу (Снежногорск-1) 30 декабря 1986 года. Командир АГС — Терехов Ю. А. Информация о дальнейшей службе АС-23 является закрытой и в открытых источниках не публиковалась. АС-23 — КС-86 является единственным комплексом построенным по проекту 18510 «Нельма». В 1991 году взамен КС-86 пришло другое судно-носитель КС-411 (проект 09774). 24 июня 1991 года КС-86 исключена из боевого состава ВМФ и поставлена на отстой в губе Оленья до 2000-х годов, затем разобрана на металл. Предположительно с 2009 года комплекс АС-23 — КС-411 находится в Северодвинске на СРЗ «Звездочка».

## Конструкция
АС-23 имеет полное водоизмещение около 1000 тонн и оснащен одним реактором мощностью 10 МВт. Корпус выполнен из титанового сплава. При проектировании, рубка не была предусмотрена, но из-за того, что люк шлюзового отсека заливался водой даже при незначительном волнении моря, позже она была смонтирована в ходе очередного ремонта. АГС вооружения не имеет. Для проведения глубоководных водолазных работ оснащён барокамерой.

## Модернизация
По итогам опытной эксплуатации АГС АС-23 был предложен ряд доработок для внесения в проект серийного строительства, после реализации проект получил новое обозначение 18511 (1851.1), шифр «Палтус». По классификации НАТО Paltus — сlass По данному проекту построены два АГС — АС-21 и АС-35.
4 декабря 2012 года появилась информация, что на судостроительном заводе «Звёздочка» в Северодвинске ведутся работы по строительству модернизированной АГС на основе корпуса заложенного в 1990-х годах на «Адмиралтейских верфях» в Санкт-Петербурге с адаптацией к новому поколению лодок-носителей типа БС-64 «Подмосковье». Но существует мнение, что на самом деле модернизацию в ходе капитального ремонта проходит АС-23, а 4-го корпуса нет.

#### АС-21
Заложена 26 декабря 1984 года. Достраивалась по проекту 18511. Спущена на воду 29 апреля 1991 года. Принята 28 декабря 1991 года в состав 29-й БрПЛ КСФ (в/ч 13090) с базированием на губу Оленью (Снежногорск-1). Ответственный сдатчик — Сусленников М. Е., представитель от ВМФ — Михайлов А. И., председатель гос.комиссии — Холод В. В. Первый командир АГС — Грицко М. В.

#### АС-35
Заложена 20 декабря 1989 года по проекту 18511. Спущена на воду 29 сентября 1994 года. Принята 12 ноября 1995 года в состав 29-й БрПЛ КСФ (в/ч 13090) с базированием на губу Оленью (Снежногорск-1). Ответственный сдатчик — Сусленников М. Е., представитель от ВМФ — Мухин В. М., председатель гос.комиссии — Хмыров В. Л. Первый командир АГС — капитан 1-го ранга Щербаков Ю. А. 22 июля 1996 года успешно завершён последний этап Государственных глубоководных испытаний АС-35. 24 июля 2012 года между НИПТБ «Онега» и ЦС «Звездочка» подписан договор № 92-44/12 по которому предусматривается разработка конструкторско-технологической документации проведения работ на АГС АС-35 непосредственно в транспортном доке ТПД-70. 5 декабря был подписан ещё один договор № 92-20/12 на разработку проекта среднего ремонта заказа зав. № 431 в условиях ОАО «ЦС» Звездочка".

### Дальнейшее развитие
Дальнейшим развитием проектов атомных глубоководных станций 1851 «Палтус» и 1910 «Кашалот» стал проект 10831 «Калитка».

## Представители
Всего по проектам 1851 и 18511 было построено три АГС, которые входят в состав 29-й ОБрПЛ Северного флота. Информация и их история службы засекречена.
| Зав.№ | Тактический номер | Модификация | Заложена   | Сдана      | Судно-носитель                             | Статус          |
| ----- | ----------------- | ----------- | ---------- | ---------- | ------------------------------------------ | --------------- |
| 01429 | АС-23             | 1851        | 25.09.1981 | 30.12.1986 | КС-86, с 1991 года КС-411, в будущем БС-64 | нет оф. данных  |
| 01430 | АС-21             | 1851.1      | 26.12.1984 | 28.12.1991 | КС-411                                     | В составе флота |
| 01431 | АС-35             | 1851.1      | 20.12.1989 | 12.10.1995 | БС-136 (пр.09786)                          | В составе флота |

## Интересные факты
- Служащие на судах-носителях подчиняются командованию ВМФ РФ, а служащие на АГС — подчиняются напрямую министру обороны Российской Федерации.
- Служащие АГС имеют статус гидронавтов.